# 石門大佛寺
石門大佛寺位於重慶市江津区石門鎮，明代修建。為一矗立峭壁的七層樓閣，翹角飛檐，琉璃簡瓦，雄偉壯觀。寺門有「大佛寺」金色大字。內有摩崖佛像一尊，為全國重點文物保護單位石門大佛寺摩岩造像。2000年9月7日大佛寺隨造像列為第一批重慶市文物保護單位。